# Bílý útěk
Bílý útěk (anglicky white flight) je název pro demografický trend, kdy běloši opouštějí části měst (typicky jejich centra), kde se snížil podíl bělochů. Podle sociologů bílý útěk vyjadřuje neschopnost vyrovnat se se sociálními změnami nebo přímo nespokojenost s nimi.
Tento fenomén byl poprvé masivně zaznamenán v USA (zejména na severovýchodě a středozápadě) v 50. letech 20. století v souvislosti se soudními rozhodnutími, která začala zakazovat rasovou segregaci ve školách, ale vyskytuje se také v jiných zemích.
Jev se často rozvíjí do problematické spirály (jedná se totiž o pozitivní zpětnou vazbu), jelikož volná místa opuštěná bílými jsou často obsazována novými přistěhovalci, což dále vychyluje stav od předchozí rovnováhy a ovlivňuje další, vůči mírnějším sociálním změnám tolerantní bílé a vede k jejich dalšímu odchodu. Tento vývoj popsal na matematickém modelu Thomas Schelling v roce 1971. Některé studie zpochybňují, že je primárním důvodem útěku pouze otázka rasy, a konstatují, že podstatný vliv mají i jiné faktory, zejména ekonomické, ale též ekologické.
O útěku bělochů se hovoří často také v pedagogickém diskursu v souvislosti s odhlašováním bílých dětí ze škol, v nichž narostl podíl zástupců jiných ras. V USA jde zejména o veřejné školy. I v tomto případě se ale za tento jev někdy vydává obecnější a na barvě pleti nezávislá tendence těch, kteří mají finanční prostředky, opouštět veřejné školy a přihlašovat děti do soukromých.